# Belenois anomala
Belenois anomala is een vlindersoort uit de familie van de Pieridae (witjes), onderfamilie Pierinae.
Belenois anomala werd in 1881 beschreven door Butler.